# Gal Costa (álbum de 1969)
Gal Costa é o primeiro álbum de estúdio da carreira solo da cantora brasileira Gal Costa, lançado em 1969. A cantora já havia participado de dois lançamentos coletivos anteriores: Domingo, em companhia de Caetano Veloso, e Tropicalia ou Panis et Circencis, marco do movimento tropicalista.

## Descrição
Primeiro disco solo da cantora baiana e gravado em 1968, o disco foi "segurado" pela Philips após a prisão de Caetano e Gil pelo aparelho repressivo da ditadura militar que governava o Brasil à época, e só foi lançado em março de 1969, sendo considerado o disco que fechou a Tropicália. Diferente do jeito bossa-novista que se via no início da carreira da intérprete - principalmente no LP que dividiu com Caetano Veloso - Gal Costa apresenta uma cantora mais moderna. Apesar de ainda haver influência da Bossa Nova, Gal - que tivera uma virada em sua imagem pública ao se apresentar no Festival de MPB da Record em 68 - buscou outras referências, que foram desde James Brown e Janis Joplin a Jorge Ben, Erasmo e Roberto Carlos. Os grandes destaques deste trabalho foram as faixas "Não Identificado" (de Caetano Veloso) e "Que Pena" (de Jorge Ben), que permaneceram mais de três meses nas paradas de sucesso brasileiras. Na composição de Jorge Ben, Gal divide os vocais com o amigo Caetano. Com Gilberto Gil, a cantora faz um dueto em "Sebastiana". Outro destaque deste LP é a canção "Divino, Maravilhoso" (de Caetano e Gil), que foi cantada por ela no Festival da Record. Sucesso no disco Tropicália: ou Panis et Circenses e considerada um marco na carreira de Gal, a canção "Baby" (de Caetano Veloso) também está presente neste álbum.

## Recepção
| Críticas profissionais | Críticas profissionais |
| Avaliações da crítica  | Avaliações da crítica  |
| Fonte                  | Avaliação              |
| ---------------------- | ---------------------- |
| Allmusic               | link                   |

Foi bem recebido pela crítica musical da época. O LP foi eleito em uma lista da versão brasilieira da revista Rolling Stone como o 80º melhor disco brasileiro de todos os tempos, indicando que, a partir desse disco, Gal "se tornou a figura feminina mais importante da tropicália". Fred Thomas, da Allmusic, diz que as influências de Gal resultaram num disco diferente de todos os que vieram antes dele.

## Faixas
| Lado A |                        |                               |                |         |  |
| N.º    | Título                 | Compositor(es)                | Arranjador     | Duração |  |
| 1.     | "Não Identificado"     | Caetano Veloso                | Rogério Duprat | 3:13    |  |
| 2.     | "Sebastiana"           | Rosil Cavalcanti              | Gilberto Gil   | 2:26    |  |
| 3.     | "Lost in the Paradise" | Caetano Veloso                | Rogério Duprat | 2:51    |  |
| 4.     | "Namorinho de Portão"  | Tom Zé                        | Gilberto Gil   | 2:32    |  |
| 5.     | "Saudosismo"           | Caetano Veloso                | Rogério Duprat | 3:11    |  |
| 6.     | "Se Você Pensa"        | Roberto Carlos, Erasmo Carlos | Lanny Gordin   | 3:16    |  |

| Lado B         |                                           |                               |                |         |  |
| N.º            | Título                                    | Compositor(es)                | Arranjador     | Duração |  |
| 1.             | "Vou Recomeçar"                           | Roberto Carlos, Erasmo Carlos | Lanny Gordin   | 3:26    |  |
| 2.             | "Divino, Maravilhoso"                     | Caetano Veloso, Gilberto Gil  | Lanny Gordin   | 4:23    |  |
| 3.             | "Que Pena (Ele Já Não Gosta Mais de Mim)" | Jorge Ben                     | Rogério Duprat | 3:42    |  |
| 4.             | "Baby"                                    | Caetano Veloso                | Rogério Duprat | 3:30    |  |
| 5.             | "A Coisa Mais Linda Que Existe"           | Gilberto Gil, Torquato Neto   | Rogério Duprat | 4:01    |  |
| 6.             | "Deus é o Amor"                           | Jorge Ben                     |                | 2:52    |  |
| Duração total: | Duração total:                            | Duração total:                | Duração total: | 39:28   |  |

## Ficha técnica
- Arranjos – Gilberto Gil, Rogério Duprat e Lanny Gordin
- Arranjos nas faixas 1, 3, 5, 9, 10, 11 e direção musical – Rogério Duprat
- Produção – Manoel Barenbein
- Estúdios – Scatena e Reunidos
- Layout – Gian